# Hemichloreis theata
Hemichloreis theata är en fjärilsart som beskrevs av Turner 1917. Hemichloreis theata ingår i släktet Hemichloreis och familjen mätare. Inga underarter finns listade i Catalogue of Life.